# JoAnn Falletta
JoAnn Falletta (Brooklyn, Nueva York, 27 de febrero de 1954) es una directora de orquesta estadounidense. 

## Trayectoria
Falletta se crio en el distrito de Queens en una casa de origen italo-estadounidense.  Fue educada en la Mannes School of Music y en The Juilliard School en Nueva York.  Comenzó su carrera musical como guitarrista y mandolinista, y en sus veintitantos años a menudo la llamaban para tocar con la Metropolitan Opera y la Filarmónica de Nueva York cuando una obra requería una mandolina o un obbligato de guitarra. 
Falletta ingresó en la Mannes en 1972 como estudiante de guitarra, pero comenzó a dirigir la orquesta estudiantil en su primer año, lo que inició su interés en una carrera como directora. Mientras que la administración de Mannes en ese momento expresó dudas sobre la capacidad de cualquier mujer para obtener un diploma de dirección musical, consintió en una transferencia oficial de énfasis para Falletta. Después de graduarse, continuó sus estudios en el Queens College (MA en dirección orquestal) y en la Juilliard School of Music (MM, DMA en dirección orquestal). Falletta estudió dirección con directores como Jorge Mester, Sixten Ehrling y Semyon Bychkov y también participó en clases magistrales con Leonard Bernstein. 
El primer compromiso permanente de Falletta fue como directora musical de la Orquesta Sinfónica de Jamaica, un cargo que ocupó desde 1977 hasta 1989.  Se desempeñó como directora musical de la Denver Chamber Orchestra desde 1983 hasta 1992, y como directora asociada de la Milwaukee Symphony Orchestra desde 1985 hasta 1988. De 1986 a 1996, se desempeñó como directora musical de la Filarmónica de Mujeres del Área de la Bahía. También fue directora musical de la Orquesta Sinfónica de Long Beach de 1989 al 2000.
En 1991, Falletta fue nombrada la undécima directora musical de la Orquesta Sinfónica de Virginia. En mayo de 2011, firmó la extensión de su contrato de Virginia hasta la temporada 2015-2016.  En septiembre de 2015, su contrato de la Virginia Symphony se extendió aún más hasta la temporada 2020-2021. En abril de 2018, en una revisión de la extensión del contrato anterior, la Virginia Symphony anunció que Falletta concluirá su dirección musical de la orquesta en junio de 2020.
En mayo de 1998, Falletta fue nombrada directora musical de la Orquesta Filarmónica de Buffalo, y asumió formalmente el puesto con la temporada 1999-2000.  Durante su permanencia en Buffalo, la orquesta hizo grabaciones para Naxos Records y regresó al Carnegie Hall después de 20 años de ausencia. En 2004, la orquesta y la estación de televisión WNED establecieron el Concurso Internacional de Conciertos para Guitarra JoAnn Falletta. Recientemente extendió su contrato con la BPO hasta la temporada 2020-2021. En 2011 fue nombrada directora artística de la Orquesta Sinfónica de Hawái. En 2011, fue nombrada Directora Invitada Principal del Instituto de Música Brevard, prestando servicios durante la temporada 2013. 
Fuera de los EE. UU., Falletta, dirigió la Orquesta del Úlster en agosto de 2010 y regresó para otros conciertos en enero de 2011. En mayo de 2011, Falletta fue nombrada como la directora número 12 de la Orquesta del Úlster, y se hizo efectiva en la temporada 2011-2012, con un contrato inicial de 3 años.  Fue la primera estadounidense y la primera mujer directora en ser nombrada directora de orquesta.  Concluyó su permanencia en la Orquesta del Úlster después de la temporada 2013-2014. También fue la primera mujer en dirigir la orquesta del Teatro Nacional de Mannheim.
Falletta se desempeñó en el Consejo Nacional de las Artes de 2008 a 2012, luego de su nombramiento por el presidente George W. Bush. En el 1987 en el documental sueco Una mujer es una apuesta arriesgada: Seis directoras de orquesta, dirigida por Christina Olofson, JoAnn Falletta aparece la interpretación de la Filarmónica de Queens de la obra de Stravinsky, La consagración de la primavera en el ensayo y la actuación. 
Falletta ha grabado más de 70 álbumes para sellos como Naxos, con obras de Brahms, Barber y Schubert, y compositoras como Fanny Mendelssohn, Clara Schumann, Lili Boulanger y Germaine Tailleferre, además de compositores contemporáneos como John Corigliano. 
Falletta se casó con Robert Alemany en 1986.  El Sr. Alemany es analista de sistemas para IBM y clarinetista profesional a tiempo parcial.

## Premios
Falletta ganó varios premios de dirección, entre ellos el Premio Seaver / National Endowment for the Arts Conductors Award en 2002, el Premio Bruno Walter de Dirección en 1982, el Primer Premio en el Concurso Stokowski en 1985, el Premio Toscanini en 1986 y el Premio Ditson por el Avance de la Música Americana en 1998.  También recibió once premios de ASCAP por su programación creativa, así como el Premio John S. Edwards de la American Symphony Orchestra League. Falletta ha defendido el trabajo de varios compositores estadounidenses contemporáneos a lo largo de su carrera, con un extenso repertorio de nuevas obras y más de 100 estrenos mundiales en su haber.
En 2013, Falletta fue reconocida como una de las " Mujeres de Virginia en la Historia " de la Biblioteca de Virginia.

### Entrevistas
- Entrevista realizada por Phil Oliver , 1 de marzo de 2014
- Entrevista realizada por Bruce Duffie , 23 de septiembre de 1996.
- Entrevista de archivos clásicos

| Oficinas culturales              | Oficinas culturales                                                | Oficinas culturales        |
| -------------------------------- | ------------------------------------------------------------------ | -------------------------- |
| Precedida por Winston Dan Vogel  | Directora Musical, Orquesta Sinfónica de Virginia 1991 – presente  | titular                    |
| Precedida por Maximiano Valdés   | Directora Musical, Orquesta Filarmónica de Buffalo 1999 – presente | titular                    |
| Precedida por Kenneth Montgomery | Directora Principal, Orquesta de Ulster 2011–2014                  | Sucedida por Rafael Payare |

- Datos: Q2916097
- Multimedia: JoAnn Falletta / Q2916097